# カミツキレイニー
カミツキレイニー（kamitsuki rainy、1983年 - ）は、日本の小説家である。沖縄県出身。

## 経歴
アマチュア時代の2009年、「スーツケースの君の声」が第143回Cobalt短編小説新人賞に入選（「入選」が第一席）、同作が『コバルト』2010年1月号に掲載。また「ファーザータイム」が2009年の第13回フェリシモ文学賞で佳作となり、『第13回フェリシモ文学賞作品集 冷と温』(フェリシモ出版、2010年6月発行)に収録された。2011年、『こうして彼は屋上を燃やすことにした』で小学館ライトノベル大賞で大賞を受賞し、同作で作家デビューした。同作は2012年のラノベ好き書店員大賞で9位にランクインした。
20歳まで豊見城市で育つ。学生時代にヒーローショーのアルバイトをしたことから舞台演出に熱中し、物語製作のために上京、東京の映画専門学校に通った。卒業後は映像会社に就職したが一ヶ月で辞職。その後は自主制作映画を撮影するため漫画喫茶でアルバイトをしながらシナリオを著していたが、金欠で映画の撮影が困難となったため、次第に小説執筆に活動が移っていった。

## 作品

### 小説
小学館 ガガガ文庫より刊行
- 『こうして彼は屋上を燃やすことにした』（イラスト：文倉十、2011年5月、全1巻）
- 『憂鬱なヴィランズ』（イラスト：キムラダイスケ、2012年8月 - 2014年8月、全5巻）
- 『七日の喰い神』（イラスト：nauribon、2015年9月 - 2016年12月、全4巻）
- 『魔女と猟犬』（イラスト：LAM、2020年10月 - 、既刊5巻）

早川書房 ハヤカワ文庫JAより刊行
- 『黒豚姫の神隠し』（2016年12月20日、既刊1巻）

KADOKAWA 角川スニーカー文庫より刊行
- 『かりゆしブルー・ブルー』（イラスト:白狼、2017年6月）
- 『それでも異能兵器はラブコメがしたい』（イラスト：切符、2018年4月、既刊1巻）

#### アンソロジー収録
- ALTDEUS:Beyond Chronos Decoding the Erudite（2021年2月 ハヤカワ文庫JA）「JULIE in the Dark」

### 漫画原作
一迅社comicHOWLより連載
- 『琉球バッカニア』（作画：土井那羽、2024年 - ）

### ゲーム
- ALTDEUS: Beyond Chronos（2020年） - シナリオ[9]